# Green Card
La Permanent Resident Card (traducibile dall'inglese come Carta di Residenza Permanente), conosciuta comunemente come green card (carta verde), è un'autorizzazione rilasciata dalle autorità degli Stati Uniti d'America che consente a uno straniero di risiedere sul suolo degli Stati Uniti per un periodo di tempo illimitato. Attualmente viene rilasciata dall'USCIS (U.S. Citizenship and Immigration Services).

## Procedimento di rilascio
Il documento permette di regolarizzare, per esempio, la situazione lavorativa o abitativa, o di rientrare negli Stati Uniti dopo un periodo di residenza all'estero. La green card si può chiedere senza essere necessariamente già residenti negli Stati Uniti. Invece, la naturalizzazione o cittadinanza (non green card) può essere ottenuta dopo cinque anni di residenza negli Stati Uniti in possesso della green card (abbreviati a tre se si è sposati con un cittadino americano o a quattro se si è entrati per asilo politico).
In genere, per ottenere la Green Card, un immigrato deve passare per tre fasi che a volte necessitano di parecchi anni, a seconda del suo status e della nazione di provenienza.
1. Immigrant Petition — è il primo gradino, deve essere approvato dall'USCIS a seconda del grado di parentela di qualcuno già residente negli Stati Uniti o del lavoro che si svolgerà.
2. Immigrant Visa Availability — è l'inserimento in una lista di attesa che può essere anche molto lunga, dato che la quota di permessi rilasciati è un numero chiuso che varia ogni anno.
3. Immigrant Visa Adjudication — nel terzo gradino, quando diventa disponibile un posto, il richiedente deve concordare con l'USCIS il suo status di residente permanente perché gli sia permesso di restare negli Stati Uniti. In qualche caso, il richiedente viene intervistato e la sua richiesta vagliata prima di concedere la Green Card. Ogni infrazione può essere causa di un ritiro della Green Card.

## Diritti e doveri
Un cittadino statunitense tale per nascita detiene tuttavia più diritti di un "residente permanente", che in genere non ha diritto di voto, di essere eletto o di accedere a determinate cariche istituzionali.
Tuttavia i residenti permanenti pagano le tasse come gli altri cittadini.

## Formato
La Green Card è un tesserino riportante il nome del proprietario, una sua fototessera e altri dati personali che vengono aggiornati con regolarità. Sino al 1979 era stampata su carta verde, poi vennero usati vari colori, ma il termine "carta verde" è rimasto nell'uso. Deve poter essere esibita dal titolare in ogni momento.

## Modi per ottenere

### Lotteria per visti per la diversità
La lotteria della Green Card è un programma annuale gestito dal governo degli Stati Uniti. In questo programma, 50.000 persone provenienti da vari paesi del mondo vengono selezionate e ricevono una Green Card. L'obiettivo principale di questo sistema è aumentare la diversità etnico-culturale negli Stati Uniti.

### Investimenti
Ci sono diverse opzioni per gli imprenditori per ottenere una Green Card. In tutti i casi, devi prima ottenere un tipo specifico di visto per immigrati e poi richiedere la residenza permanente dopo esserti trasferito negli Stati Uniti.

### Riunificazione familiare
I residenti permanenti degli Stati Uniti o i cittadini statunitensi possono portare i loro familiari negli Stati Uniti. I familiari possono richiedere una Green Card. Ciò include coniugi, figli, genitori e in alcuni casi fratelli.

### Occupazione
Una Green Card può essere rilasciata a individui altamente qualificati in determinati settori per lavorare negli Stati Uniti. Questo processo è supportato da un datore di lavoro e il luogo di lavoro deve essere negli Stati Uniti. La persona che richiede una Green Card deve avere un'azienda che la sponsorizza.

### Programmi per i rifugiati
Gli Stati Uniti rilasciano anche le Green Card ai richiedenti asilo o alle persone con status di rifugiato. Queste persone possono essere persone in fuga da persecuzioni o violenze. Tali persone possono richiedere una Green Card dopo essere arrivate negli Stati Uniti.

## Inammissibilità
Il 2 ottobre 2020 l'USCIS sancisce l'inammissibilità basata sull'appartenenza o l'affiliazione ai partiti comunisti o a qualsiasi, non meglio specificato, "partito totalitario". L'appartenenza o l'affiliazione a tali partiti, che siano statunitensi o stranieri, sarebbero incompatibili con il giuramento di fedeltà alla naturalizzazione degli Stati Uniti d'America, che include l'impegno a "sostenere e difendere la Costituzione e le leggi degli Stati Uniti".